# Olympische Sommerspiele 2000/Teilnehmer (Mikronesien)
| Gelbes Symbol für Goldmedaillen mit stilisierten Olympischen Ringen | Graues Symbol für Silbermedaillen mit stilisierten Olympischen Ringen | Braundes Symbol für Bronzemedaillen mit stilisierten Olympischen Ringen |
| ------------------------------------------------------------------- | --------------------------------------------------------------------- | ----------------------------------------------------------------------- |
| —                                                                   | —                                                                     | —                                                                       |

Mikronesien nahm an den Olympischen Sommerspielen 2000 in Sydney, Australien, mit fünf Athleten, zwei Frauen und drei Männern, in drei Sportarten teil.
Es war die erste Teilnahme des pazifischen Staates an Olympischen Sommerspielen.

## Flaggenträger
Der Gewichtheber Manuel Minginfel trug die Flagge Mikronesiens während der Eröffnungsfeier im Stadium Australia.

## Teilnehmer nach Sportarten

### Gewichtheben
- Manuel Minginfel
Bantamgewicht: Wettkampf nicht beendet

### Leichtathletik
- Elias Rodriguez
Marathon: 81. Platz

- Regina Shotaro
Frauen, 100 Meter: Vorläufe

### Schwimmen
- Welbert Samuel
100 Meter Rücken: 55. Platz

- Tracy Ann Route
Frauen, 100 Meter Freistil: 49. Platz